# Meinier
Meinier är en ort och kommun i kantonen Genève, Schweiz. Kommunen har 2 079 invånare (2023).